# André de Resende
André de Resende (Évora, ca. 1500 – Évora, 9 dicembre 1573) è stato un umanista, archeologo e domenicano portoghese.
È considerato il padre dell'archeologia  in Portogallo.

## Biografia
Passò molti anni viaggiando in  Spagna, Francia e Belgio, dove fu in corrispondenza con Erasmo e altri studiosi. Fu anche intimo con Giovanni III del Portogallo e i suoi figlie e fu tutore dell'infante D. Duarte, futuro arcivescovo di Braga.
Resende raggiunse una fama considerevole in vita, ma critici moderni hanno mostrato che non fu né accurato né scrupoloso. In portoghese scrisse:
1. Historia da antiguidade da cidade de Evora (ibid. 1553)
2. Vida do Infante D. Duarte (Lisbon, 1789)

La sua opera più importante in latino è  De Antiquitatibus Lusitaniae (Evora, 1593).
È sepolto nella cappella del transetto destro della cattedrale di Évora, in Portogallo.